# Fumaria officinalis subsp. officinalis
A Fumaria officinalis subsp. officinalis, comummente conhecida como fumária,  é uma subespécie de planta com flor pertencente à família Papaveraceae. Pertence ao tipo fisionómico das plantas terófitas.
A autoridade científica da subespécie é L., tendo sido publicada em Sp. Pl. 700 (1753).

## Nomes comuns
Dá ainda pelos seguintes nomes comuns: erva-molarinha (não confundir com a Fumaria capreolata, que com ela partilha este nome), erva-moleirinha, moleirinha,  erva-pombinha (não confundir com as espécies Aquilegia vulgaris e Corrigiola littoralis, que com ela partilham este nome), canitos-béu-béu e pé-de-perdiz.

## Portugal
Trata-se de uma subespécie presente no território português, encontrando-se em todas as zonas de Portugal Continental.
Em termos de naturalidade é nativa da região atrás indicada.

## Protecção
Não se encontra protegida por legislação portuguesa ou da Comunidade Europeia.

## Ecologia
É uma planta cosmopolita, que se pode encontrar tanto em courelas agricultadas, como em bouças e terrenos sáfaros.